# Alexander Wang
Alexander Wang (San Francisco, 26 de dezembro de 1983) é um estilista americano, descendente de taiwaneses.
Aos 18 anos de idade, mudou-se para Nova York para estudar na Parsons School of Design. Em 2005, após dois anos na Parsons, ele decidiu lançar sua própria marca de roupas,  que predominantemente começou com uma coleção de malhas. No outono de 2007, Wang apresentou pela primeira vez uma coleção completa feminina de prêt-à-porter na passarela de Nova York, sendo aclamado pela crítica. Ele ganhou o CFDA/Vogue Fashion Fund em 2008, recebendo um prêmio de US$ 20.000 para expandir seus negócios. Nesse mesmo ano, Wang lançou a sua primeira coleção de bolsas.
Em 2009, lançou a marca T by Alexander Wang, seguido da versão masculina um ano mais tarde. Em 2009, ele foi anunciado como o vencedor do Swarovski Womenswear Designer of the Year Award (Prêmio de Designer do Ano de Vestuário Feminino Swarovski, da CFDA). Também em 2009, Wang recebeu o prestigiado prêmio Swiss Textiles Award. Suas linhas de vestuário estão disponibilizadas globalmente em mais de 700 lojas e outros locais, incluindo lojas de departamentos de luxo, como Bloomingdale's, Barneys New York, Bergdorf Goodman, Dover Street Market e Saks Fifth Avenue.
Wang é conhecido por seus desenhos urbanos. Após desenhar uma coleção no outono de 2008 usando o preto como cor predominante, ele projetou sua coleção da primavera de 2009 usando cores vivas como laranja, roxo empoeirado, aqua e rosa quente. Entretanto, ele voltou a usar principalmente tecidos pretos e é frequentemente elogiado por exibir excelentes habilidades de alfaiataria. Em dezembro de 2012, aos 29 anos, Alexander Wang assumiu a direção criativa da Balenciaga, deixando o posto da casa em julho de 2015.

## Início da vida
Alexander Wang nasceu em San Francisco, Califórnia, filho de pais taiwaneses que se mudaram para os Estados Unidos Ele tem um irmão chamado Dennis. Aos 15 anos de idade, Alexander Wang foi para um programa de design de verão na Central Saint Martins, uma escola pública de artes da Universidade das Artes de Londres. Wang formou-se no ensino fundamental e médio na Harker School, uma escola privada em San Jose, Califórnia. Apesar de ter pais com descendência taiwanesa, Wang não fala Mandarim.

## Carreira
Wang lançou sua coleção feminina completa em 2007, vendendo para mais de 700 lojas em todo o mundo, com sua marca presente em 7 países através de 16 lojas. Ele foi o vencedor de 2008 do Council of Fashion Designer of America (CFDA)/Vogue Fashion Fund Award. Na edição de novembro de 2010 da Vogue americana, Wang foi parabenizado e homenageado pela revista. Em 2009, ele foi reconhecido como vencedor do Swarovski Womenswear Designer of the Year Award (Prêmio de Designer do Ano de Vestuário Feminino Swarovski, da CFDA) e, em outubro de 2009, recebeu o prêmio Swiss Textile Award. Ele foi novamente premiado em 2010 com outro Swarovski Designer of the Year Award, dessa vez na categoria "Acessórios". Em 2011, a edição britânica da revista GQ reconheceu Wang como o melhor designer de moda masculina do ano. No mesmo ano, ele também ganhou o prêmio de melhor designer de acessório da CFDA.
A primeira flagship store (loja conceito) de Alexander Wang foi aberta no SoHo, Lower Manhattan, em 17 de fevereiro de 2011.
Em 30 novembro de 2012, o jornal Women's Wear Daily informou que Wang foi nomeado diretor criativo da Balenciaga, depois que Nicolas Ghesquière saiu da casa francesa. "Como Diretor Criativo da Balenciaga, Alexander Wang supervisiona as linhas de prêt-à-porter masculina, feminina e de acessórios. Sua estreia na Balenciaga aconteceu no lançamento da coleção Outono-Inverno 2013 em Paris. Em 31 de julho de 2015, a Kering (proprietária da marca Balenciaga) emitiu um comunicado anunciando que Wang deixaria a Balenciaga por mútuo consentimento.
Em 13 de abril de 2014, foi anunciado que Alexander Wang seria o próximo designer a criar uma coleção para a varejista sueca de moda H&M. A coleção esteve disponível nas lojas da H&M no início de novembro do mesmo ano. A coleção com a H&M incluía peças para homens e mulheres, bem como uma seleção de seus famosos acessórios. A notícia foi revelada através da conta do designer no Instagram.
Em 2016, ele recebeu indenização de US$ 90 milhões após processar com sucesso mais de 45 companhias que operavam 459 lojas virtuais que vendiam produtos falsificados com seu nome, embora a recompensa seja basicamente simbólica, já que nem Wang nem a marca provavelmente receberão esse valor.
Em 2016, ele se tornou o CEO e presidente de sua marca, sucedendo sua mãe, Ying Wang e sua cunhada, Aimee Wang, que estavam operando a empresa.
Em 2017, Wang foi nomeado como uma das 100 pessoas mais influentes da indústria pelo site HypeBeast.
Em 2018, a Alexander Wang passou a estar presente em 27 países. Alexander Wang comanda um desfile na New York Fashion Week.

## Acusações de trabalho exploratório
Em 5 de março de 2012, o jornal New York Post informou uma ação judicial de US$50 milhões contra Wang por operar uma sweatshop (uma fábrica com ambiente de trabalho exploratório) em Chinatown, Manhattan. O artigo afirma que cerca de 30 trabalhadores queixaram-se sobre as condições de trabalho que Wang oferece.
Um dos trabalhadores, Wenyu Lu alega que ele foi "hospitalizado por vários dias depois que ele desmaiou em seu posto de trabalho porque foi forçado a trabalhar 25 horas seguidas sem pausa". Lu alega que o escritório na Broadway com 18 metros quadrados era sem janelas e mal ventilado e que os trabalhadores eram forçados a trabalhar 16 horas ou mais sem horas extras ou intervalos. O advogado do ex-trabalhador, Ming Hai, alega que Lu foi demitido em 16 de fevereiro devido a reclamações sobre as condições de trabalho e a solicitação de seguro contra acidentes.
Em 14 de agosto de 2012, o Women's Wear Daily informou que "o juiz Harold Baer, da corte federal de Nova York, rejeitou (...) a ação movida contra a empresa por dois ex-funcionários". "Estamos satisfeitos por este assunto ter sido rejeitado, pois as alegações eram infundadas e completamente falsas", disse um porta-voz de Wang ao jornal. Advogados de ex-funcionários da Wang, Flor Duarte e Wenyu Lu, não quiseram comentar. No entanto, foi relatado que ambas as partes haviam concordado com um acordo com termos não revelados. 